# Berndt Seite
Pour les articles homonymes, voir Seité.
Berndt Seite, né le 22 avril 1940 à Trebnitz, est un homme politique allemand, membre de l'Union chrétienne-démocrate d'Allemagne (CDU) et ancien ministre-président de Mecklembourg-Poméranie-Occidentale.

## Biographie

### Éléments personnels: formation et religion
À l'issue de ses études secondaires, il passe avec succès son Abitur, puis suit des études supérieures de médecine vétérinaire à l'université Humboldt de Berlin, où il obtient son diplôme en 1964.
Au cours des années 1960, il se rapproche de l'église protestante luthérienne du Mecklembourg (ELLM), dont il a fait partie du synode à compter de 1975.

### Fin de la RDA: ses débuts en politique
Il participe, lors de l'automne 1989, à la création du Nouveau Forum (NF), puis rejoint un an plus tard l'Union chrétienne-démocrate d'Allemagne (CDU). Cette même année 1990, il est élu préfet (Landrat) de l'arrondissement de Röbel/Müritz, disparu en 1994.
Il est nommé secrétaire général de la CDU de Mecklembourg-Poméranie-Occidentale, alors présidée Günther Krause, en octobre 1991.

### Ministre-président
Le 19 mars 1992, Berndt Seite est investi ministre-président de Mecklembourg-Poméranie-Occidentale par le Landtag, à la suite de la démission d'Alfred Gomolka, désavoué par le groupe des députés CDU. Il prend alors la tête d'une coalition noire-jaune avec les libéraux (FDP), disposant de 33 sièges sur 66.
Aux élections régionales du 16 octobre 1994, il maintient les chrétiens-démocrates comme première force politique régionale avec 37,7 % des voix et 30 élus sur 71, mais le FDP ne parvient pas à franchir la barre des 5 % pour continuer de siéger au Parlement régional. Le Parti social-démocrate d'Allemagne (SPD), qui avait recueilli 29,5 % des suffrages et 23 députés, n'ayant pas reçu l'autorisation de former une coalition rouge-rouge avec le Parti du socialisme démocratique (PDS), qui s'était classé troisième en remportant 22,7 % des voix et 18 élus, les deux formations constituèrent une grande coalition le 8 décembre suivant.

### Retrait de la vie politique
À l'issue de la législature, il se présente pour un troisième mandat lors des élections du 27 septembre 1998. Il échoue alors à maintenir la domination de la CDU sur le Land, obtenant 30,2 % des suffrages et 24 des 71 députés à répartir. SPD et PDS, sous la direction de Harald Ringstorff, forment cette fois-ci une alliance, qui entre en fonction le 3 novembre suivant. Seite renonce alors à diriger le gouvernement, et ne se représente pas aux élections régionales de 2002.